# (22299) Georgesteiner
(22299) Georgesteiner ist ein Asteroid des mittleren Hauptgürtels, der am 15. April 1990 von dem belgischen Astronomen Eric Walter Elst am La-Silla-Observatorium der Europäischen Südsternwarte in Chile (IAU-Code 809) entdeckt wurde. Sichtungen des Asteroiden hatte es vorher schon im April 1974 unter den vorläufigen Bezeichnungen 1974 HK1 und 1994 HZ am chilenischen Observatorio Cerro El Roble gegeben.
(22299) Georgesteiner wurde am 2. Juni 2015 nach dem Schriftsteller, Literaturwissenschaftler und Kulturkritiker George Steiner benannt. Besonders hervorgehoben in der Widmung wird sein Werk aus dem Jahre 1975 „After Babel. Aspects of Language and Translation“ (in deutscher Übersetzung erschienen als Nach Babel. Aspekte der Sprache und des Übersetzens).